# Кшичкі-Жабічкі
Кшичкі-Жабічкі (пол. Krzyczki-Żabiczki) — село в Польщі, у гміні Насельськ Новодворського повіту Мазовецького воєводства.
Населення — 116 осіб (2011).
У 1975-1998 роках село належало до Цехановського воєводства.

## Демографія
Демографічна структура станом на 31 березня 2011 року:
|          | Загалом | Допрацездатний вік | Працездатний вік | Постпрацездатний вік |
| -------- | ------- | ------------------ | ---------------- | -------------------- |
| Чоловіки | 55      | 8                  | 37               | 10                   |
| Жінки    | 61      | 18                 | 32               | 11                   |
| Разом    | 116     | 26                 | 69               | 21                   |